# Henri Laurentie
Pour les articles homonymes, voir Laurentie.
Henri Laurentie (Saint-Symphorien, 28 août 1901 - Néron, 9 octobre 1984) est un résistant français, compagnon de la Libération par décret du 30 janvier 1944. Juriste de formation, il fait carrière dans l'administration coloniale et est en poste en Afrique lorsque commence la Seconde Guerre mondiale. Refusant la défaite, il se rallie au général de Gaulle et participe au ralliement des colonies françaises à la France libre. Après la guerre, il exerce des fonctions au sein de l'Organisation des Nations unies et du gouvernement français.

## Biographie

### Jeunesse et engagement
Henri Marc Joseph Augustin Laurentie naît le 28 août 1901 à Saint-Symphorien, ancienne commune indépendante devenue aujourd'hui un quartier de Tours en Indre-et-Loire. Fils d'un avocat de la cour d'appel de Paris, il commence par s'orienter lui aussi vers une carrière juridique en passant une licence de droit. Il obtient également un diplôme à l'École des langues orientales. Après son service militaire effectué de 1922 à 1924, il choisit finalement la fonction publique coloniale et est affecté à Yaoundé en tant qu'adjoint aux affaires indigènes, puis au bureau de l'administration générale et des affaires économiques du Cameroun. En 1927, il obtient le grade d'administrateur des colonies et passe au bureau des affaires politiques avant de partir pour Douala en 1928 afin d'occuper le poste de substitut du procureur jusqu'en 1930. Muté à Damas, il est affecté au Haut-commissariat au Levant français où il est chef de la section administrative, puis conseiller à la municipalité de la ville. Il retourne en Afrique en 1935 en Guinée où il exerce à Kindia et Boffa, puis de 1937 à 1938 il suit à Paris un stage au Centre des hautes études d'administration musulmane. En septembre 1938, il est affecté au Tchad en tant que chef du département du Kanem.

### Seconde Guerre mondiale
En août 1939, au moment où la France se mobilise, il fait la connaissance de Félix Éboué, gouverneur du Tchad. Tenant Laurentie en haute estime et appréciant ses qualités professionnelles, Félix Éboué refuse de le laisser partir dans une unité combattante et le nomme secrétaire général du Tchad en janvier 1940. Lorsque l'armistice du 22 juin 1940 est signé, il refuse de prêter allégeance au régime de Vichy et, après l'appel du général de Gaulle, se range du côté de la France libre avec le gouverneur Éboué qu'il assiste dans le ralliement du Tchad à la cause de de Gaulle,. Laurentie est envoyé par Éboué au Nigeria en juillet afin d'y entrer en contact avec les forces britanniques, puis il revient au Tchad dont le ralliement est obtenu le 29 août. Éboué est plus tard nommé gouverneur général de l'Afrique-Équatoriale française et Laurentie son secrétaire-général,.
Dès lors, Henri Laurentie participe au ralliement de l'ensemble de l'AEF à la France libre et s'attache à favoriser la promotion sociale des autochtones. En 1942, il est promu gouverneur des colonies et est chargé de la préparation de la conférence de Brazzaville, puis est appelé à Alger par René Pleven en juillet 1943 pour prendre le poste de directeur des affaires politiques au Commissariat aux colonies,. En janvier 1944 à Brazzaville, alors que se tient la conférence à la préparation de laquelle il a œuvré, le général de Gaulle lui remet la croix de la Libération. En septembre suivant, il est muté à Paris au poste de directeur des affaires politiques au ministère de la France d'outre-mer, fonction qu'il exerce jusqu'en 1947.

### Après-guerre
En 1947, il part pour New York où il est adjoint du délégué de la France auprès de l'ONU. De retour en France, il est à nouveau appelé par René Pleven, devenu président du Conseil, qui en fait son conseiller technique au sein de son second gouvernement d'août 1951 à janvier 1952. Travaillant ensuite une nouvelle fois pour les Nations-Unies, il est représentant de l'assistance technique de l'ONU à Rio de Janeiro, puis au Rwanda et au Burundi. Il prend sa retraite en 1957 et se retire à Néron en Eure-et-Loir où il meurt le 9 octobre 1984 et où il est inhumé.

### Vie privée
Il épouse en 1940 Lucienne Serres, future résistante.
Ils sont les parents de quatre enfants.

## Décorations
|  |  |  |  |  |  |
|  |  |  |  |  |  |
|  |  |  |  |  |  |

| Officier de la Légion d'honneur                                         | Officier de la Légion d'honneur                                         | Compagnon de la Libération                                              | Compagnon de la Libération                      | Médaille coloniale Avec agrafe "AFL"               | Médaille coloniale Avec agrafe "AFL"               |
| Médaille commémorative des services volontaires dans la France libre    | Médaille commémorative des services volontaires dans la France libre    | Commandeur de l'ordre de la Couronne (Belgique)                         | Commandeur de l'ordre de la Couronne (Belgique) | Commandeur de l'ordre royal du Cambodge (Cambodge) | Commandeur de l'ordre royal du Cambodge (Cambodge) |
| Commandeur de l'ordre du Million d'Éléphants et du Parasol blanc (Laos) | Commandeur de l'ordre du Million d'Éléphants et du Parasol blanc (Laos) | Commandeur de l'ordre du Million d'Éléphants et du Parasol blanc (Laos) | Ordre du Mérite (Syrie)                         | Ordre du Mérite (Syrie)                            | Ordre du Mérite (Syrie)                            |

## Publications
- Henri Laurentie, L'Empire au secours de la métropole, Office français d'Édition, 1945.
- Henri Laurentie, Choix de poêmes, Éditions Seghers, 1957.